# Ballenger Creek (Maryland)
Ballenger Creek es un lugar designado por el censo ubicada en el condado de Frederick en el estado estadounidense de Maryland. En el año 2010 tenía una población de 18274 habitantes y una densidad poblacional de 1.260,28 personas por km².

## Geografía
Ballenger Creek se encuentra ubicado en las coordenadas 
39°22′54″N 77°25′58″O / 39.38167, -77.43278.

## Demografía
Según la Oficina del Censo en 2000 los ingresos medios por hogar en la localidad eran de $56.558 y los ingresos medios por familia eran $65.216. Los hombres tenían unos ingresos medios de $42.350 frente a los $31.233 para las mujeres. La renta per cápita para la localidad era de $24.816. Alrededor del 3,6% de la población estaba por debajo del umbral de pobreza.